# Bombardement op Enkhuizen

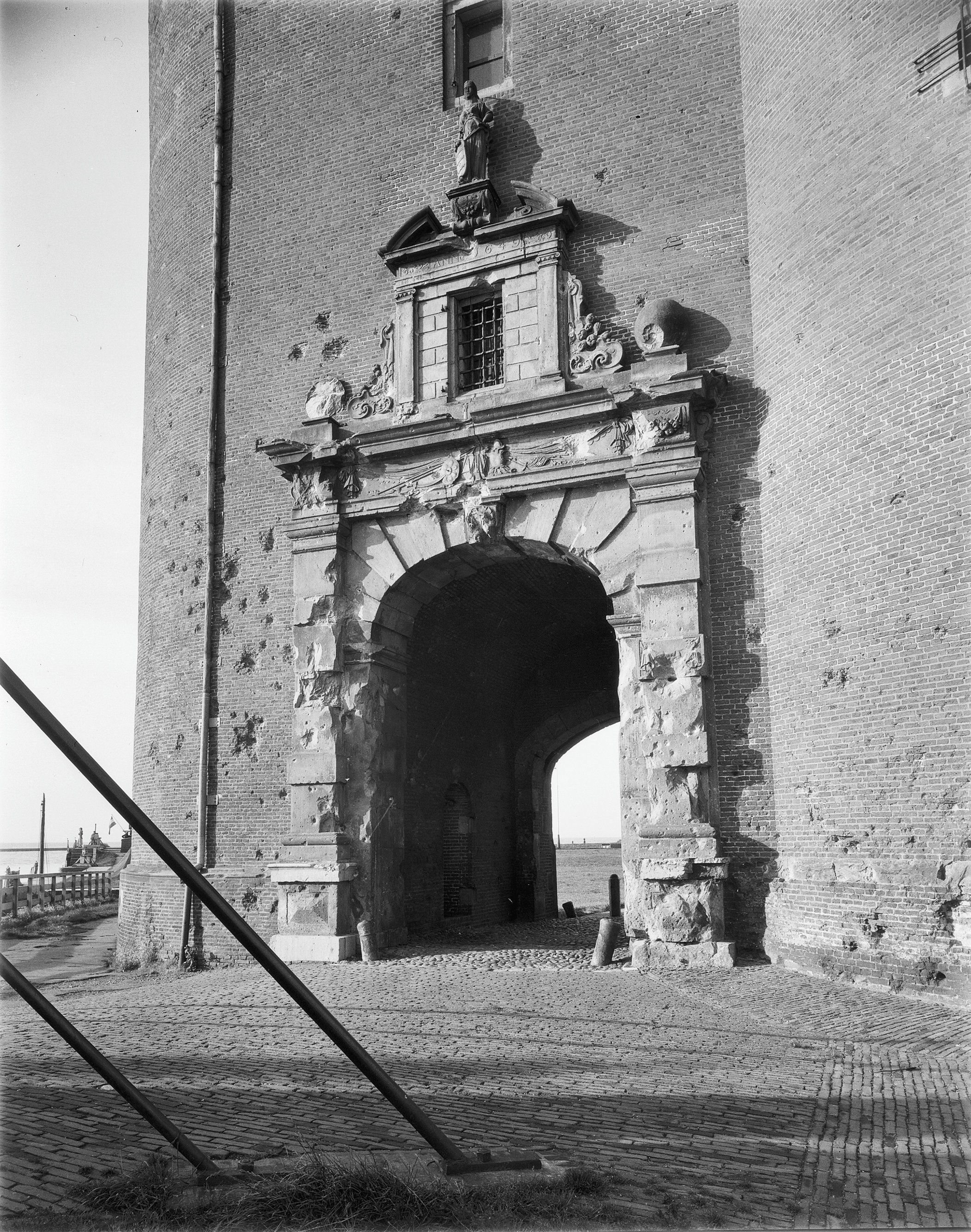
De geteisterde poort van de Drommedaris in 1950

Het Bombardement op Enkhuizen is een in de Tweede Wereldoorlog op 15 maart 1945 door de Britse Royal Air Force uitgevoerd bombardement op de haven van Enkhuizen.

## Aanleiding
De aanleiding voor de aanval was volgens Britse rapporten de aanwezigheid van twaalf bootjes van de Wasserschutzpolizei die in de haven en in het droogdok voor de timmerwerkplaats lagen. Deze bootjes moesten er onder meer voor zorgen dat mensen niet naar de al bevrijde overkant van het IJsselmeer konden vluchten. De Britten wilden voorkomen dat de bootjes gebruikt werden voor een Duitse aanval op het bevrijde oosten van Nederland. Het IJsselmeerflottielje van de Wasserschutzpolizei had geen schepen die tot het vervoer van troepen in staat waren. Bovendien had de luchtaanval op 15 maart plaats, terwijl Friesland pas een maand later bevrijd werd. Volgens Nederlandse leden van de Wasserschutz (er dienden veel Nederlanders bij) was de luchtaanval een reactie op het afweervuur dat enkele Kriegsmarinevaartuigen in de haven plachten af te geven op aangeschoten geallieerde vliegtuigen die betrekkelijk laagvliegend terugkeerden van een missie boven Duitsland.

## Het bombardement
Om ongeveer half vier in de middag op donderdag 15 maart voerden vier Spitfires van de RAF een aanval uit op de Duitse bootjes. De vliegtuigen kwamen laag op Enkhuizen aanvliegen vanuit westelijke richting en lieten ieder een bom los. De bommen kwamen overal terecht, behalve op de bootjes in het droogdok. De vier Spitfires keerden boven het IJsselmeer voor een tweede en een derde aanval, weer werden de bootjes gemist. Een Brits toestel werd geraakt door het Duitse luchtafweergeschut, het stortte neer in de buurt van Volendam. De piloot kwam in contact met het verzet en kon onderduiken. Tijdens de twee minuten die het bombardement duurde hadden de Britten 1.7 ton aan bommen laten vallen, de explosieven kwamen vooral in en rond de haven terecht.

## Gevolgen
Door deze luchtaanval vielen in Enkhuizen 23 burgerslachtoffers. De brug voor de Drommedaris stortte in en ook het gebouw en de kademuur liepen grote schade op. In totaal raakten zo'n 300 panden meer of minder ernstig beschadigd.